# Рибчинська Зінаїда Сергіївна
Зінаї́да Сергі́ївна Рибчи́нська (* 4 (16) лютого 1885, Кам'янець-Подільський — † 8 квітня 1964, Москва) — українська драматична акторка та співачка (мецо-сопрано).

## Біографічні відомості
Зінаїда Сергіївна Рибчинська народилася 4 лютого (16 лютого за новим стилем) 1885 року в Кам'янці-Подільському. У рідному місті навчалася в Маріїнській гімназії. Українська оперна співачка Марія Ростовська-Ковалевська писала в спогадах «Зустрічі з Зінаїдою Рибчинською» :
| Зінаїда Сергіївна Рибчинська, яку я добре знала, походила з живописного містечка Кам'янець-Подільський, що на Поділлі. Вона навчалася в місцевій Маріїнській гімназії разом з відомою пізніше співачкою Лідією Липковською. Обидві вони володіли чудовими голосами і часто виступали на гімназійних вечорах. В дуетах інсценізували «Лісового царя» Ф. Шуберта, «Дитятко» Пасхалова. Вони мали великий успіх в учнів та учителів гімназії. Цей успіх підносив дух юних співачок, і їхні мрії про подальший шлях вже пов'язували з оперною сценою. |
Зінаїда Рибчинська закінчила в Києві Музично-драматичну школу Миколи Лисенка та студію Київського оперного театру (1904—1907, клас Марії Зотової). Вдосконалювала професійну майстерність в Італії.
Виступала в оперних театрах Тбілісі (1907—1908), Харкова, Казані, Баку, Києва (1910, 1914—1916, 1922—1923), Одеси (1912—1914), Єкатеринбурга (1916—1917), а також в Італії (1911, 1928).
Пропагувала українську музику, зокрема твори Миколи Лисенка.
У 1930-х грала в Московському театрі імені Всеволода Мейєрхольда.
1937 року репресовано, тож на сцені більше не виступала.
Володіла голосом надзвичайної краси й сили, широкого діапазону, рівним в усіх регістрах. Мала прекрасну сценічну зовнішність.
Померла 8 квітня 1964 року в Москві.

## Партії
- Солоха («Черевички» Петра Чайковського).
- Кончаківна («Князь Ігор» Олександра Бородіна).
- Мнішек («Борис Годунов» Модеста Мусоргського).
- Кармен («Кармен» Жоржа Бізе).
- Амнеріс («Аїда» Джузеппе Верді).

## Ролі
- Наталія Дмитрівна («Лихо з розуму» Олександра Грибоєдова).
- Олімпія («Дама з камеліями» Дюма-сина).